# Station Nielep
Station Nielep is een spoorwegstation in de Poolse plaats Nielep.